# Кумирсинка
Кумирси́нка (рос. Кумырсинка) — річка в Агризькому районі Татарстану та Кіясовському районі Удмуртії, Росія, ліва притока Біми.
Річка утворюється злиття лівої твірної Мала Кумирсинка та правої — Велика Кумирсинка. Велика Кумирсинка починається на східній околиці села Нова Чекалда. Протікає на схід, впадає до Біми між селами Ісенбаєво та Нове Сляково. Верхня та нижня течії розташовані на території Агризького району, середня — в Кіясовському районі. Має декілька приток.
На річці знаходяться села Нова Чекалда та Кумирса. В нижній течії збудовано автомобільний міст.